# Ivo Trumbić
Ivo Trumbić (Split, 1935. április 2. – Zágráb, 2021. március 12.) olimpia bajnok jugoszláv válogatott horvát vízilabdázó, edző.

## Pályafutása

### Játékosként
Kapusként kezdte vízilabdázó pályafutását, majd hátvéd lett. 1953 és 1961 között a Jadran Split, 1962 és 1970 között a Mladost játékosa volt. A Mladost csapatával sorozatban három BEK-győzelmet ért el (1967–68, 1968–69, 1969–70). 159 alkalommal szerepelt a jugoszláv válogatottban. Az 1964-es tokiói olimpián ezüst-, az 1968-as mexikóvárosi játékokon aranyérmes lett a csapattal.

### Edzőként
1970 és 1973 között a görög Olimbiakósz vezetőedzője volt és 1971-ben bajnokságot nyert a csapattal. 1973 és 1976 között a holland válogatott szövetségi kapitányaként tevékenykedett. 1976-os montréai olimpián bronzérmet szerzett az együttessel.
Ezt követően a Jug Dubrovnik, majd az olasz Pescara szakmai munkáját irányította. Ezután a görög válogatott szövetségi kapitányaként folytatta pályafutását, majd a görög Ahiléasz Pátrasz, a holland AZPC Amersfoort és a német Rote Erde Hamm vezetőedzője volt.

## Sikerei, díjai
- Franjo Bučar Állami Sportdíj (2018)

### Játékosként
Jugoszlávia
- Olimpiai játékok
  - aranyérmes: 1968, Mexikóváros
  - ezüstérmes: 1964, Tokió
- Európa-bajnokság
  - ezüstérmes: 1962, Lipcse
  - bronzérmes: 1966, Utrecht

 Mladost
- Bajnokcsapatok Európa-kupája
  - győztes (3): 1967–68, 1968–69, 1969–70

### Edzőként
Hollandia
- Olimpiai játékok
  - bronzérmes: 1976, Montréal